# Северо-Западный Киноархив
Северо-Западный Киноархив (North West Film Archive, NWFA, основан в 1977 г.) в Манчестере — это коллекция движущихся изображений для северо-запада Англии.
В архиве хранится 35 000 экспонатов от с первых дней кино в середине 1890-х годов и до видеопродукции наших дней. Собраны работы как профессионалов, так и любителей. Северо-Западный киноархив является частью Обучающей и исследовательской информационной службы (библиотеки) Манчестерского столичного университета и находится в Archives + в Центральной библиотеке Манчестера.

## История
Киноархив Северо-Запада — это крупнейшая в Великобритании публичная коллекция фильмов за пределами Лондона. Архив был создан в 1977 году и является домом для движущихся изображений, сделанных в Большом Манчестере, Ланкашире, Чешире, Мерсисайде и Камбрии. То, что регион находится в авангарде индустриализации отражено в коллекции архива.
Архив работает с коллегами из национальных и региональных киноархивов по всей стране. В 1994 году NWFA стал членом Международной федерации киноархивов (FIAF), а архив также является членом Форума киноархивов.

## Архивы
Коллекции
В коллекции Киноархива есть: кинохроника, документальные фильмы, рекламная и рекламная информация, образовательные и туристические фильмы, домашние видео, корпоративные видео и региональные телевизионные программы. Также были созданы коллекции фотографий, записанных на пленку интервью и оригинальной документации. Материал относится к коллекции движущихся изображений Архива, а также к кино и киноиндустрии региона.
Доступ
Архив предлагает доступ для пользователей в государственном, академическом и коммерческом секторах. Местные жители и группы могут воспользоваться бесплатными услугами NWFA в научных исследованиях, просмотре и кредитах. Те, кто имеет высшее образование, могут пользоваться архивами, поскольку коллекции поддерживают академическое обучение и исследования. NWFA имеет более чем двадцатилетний опыт предоставления коммерческих услуг телевизионным компаниям как в Великобритании, так и за рубежом.
Публичные показы и проекты
NWFA проводит публичные показы на площадках в регионе и участвует в национальном проекте по оцифровке « Открытие наследия кино».